# Cercamentos
Por meio dos cercamentos (em inglês, enclosures ou, na grafia antiga, inclosure), as terras de uso comum, na Inglaterra, passaram a ser propriedade privada. Essa prática teve início ainda no século XII mas intensificou-se no período Tudor, no século XVI, quando foi criticada por Tomás Morus, em sua obra Utopia (1516).
Os cercamentos suscitaram várias rebeliões, destacando-se a Rebelião de Kett, em 1547, e a Revolta das Terras Médias, em 1607. O cercamento era  realizado mediante autorização da Coroa, em favor do solicitante, que assim se apropriava das terras comuns, convertendo-as em propriedade privada. A privação do acesso à terra provocou o êxodo, em massa, dos camponeses e, por vezes, causou o desaparecimento de aldeias inteiras. Grande parte dessas terras cercadas deixou de ser destinada à lavoura, convertendo-se em pasto, geralmente para a criação de ovelhas, dado que, nos séculos XV e XVI, havia um acelerado crescimento da demanda externa por lã. 
Uma vez que a pecuária exige um número de trabalhadores muito menor do que a agricultura, a conversão de áreas de cultivo em pastos provocou um grande desemprego na cadeia produtiva da agricultura. Além disso, teve como consequência a redução de áreas destinadas à produção de alimentos. O declínio da produção doméstica de grãos, apesar do recurso às importações, provocou aumento dos preços dos alimentos e fome, especialmente nas situações de guerra.
A partir da segunda metade do Século XVIII,  durante a Revolução Industrial, grande parte dos camponeses deslocados para as cidades passou a ser empregada como mão de obra abundante e barata. Todavia, muitos outros não conseguiam emprego nas fábricas ou não resistiam às condições de superexploração do trabalho. Famintos e doentes,  recorriam à mendicância ou a atividades ilícitas e acabavam nas prisões. 
Por outro lado, desde o século XV foram instituídas leis para restringir os cercamentos, sendo que a primeira delas foi promulgada em 1489, sob Henrique VII, e previa que, quando o cercamento resultasse na destruição de casas, metade dos lucros provenientes da exploração da terra iria para o Conde do lugar, até que as casas fossem reconstruídas. Nos 150 anos seguintes, foram aprovadas 11 leis sobre o assunto. Em 1536, uma nova lei permitiu o repasse dos lucros para a Coroa, quando houvesse omissão do Conde.
Devidos aos problemas sociais gerados, a prática do cercamento foi denunciada pela Igreja. No entanto, sob a influência dos interesses do capitalismo nascente, a prática dos cercamentos permaneceu definitivamente.